# Battletoads in Battlemaniacs
Battletoads in Battlemaniacs es un videojuego de tipo beat 'em up y plataformas desarrollado por Rare y publicado por Tradewest. Fue publicado originalmente para Super Nintendo en junio de 1993. Posteriormente se publicó una conversión para Master System solo en Brasil.

## Argumento
En la fortaleza de Gyachung-La, en lo más alto de las montañas tibetanas, la Corporación Psicone esta probando su último invento: el TRIPS 21 (Sistema de reproductor integrado de realidad virtual en español). El TRIPS 21 permite a un usuario a entrar al Gamescape a través de un portal único generado por computadora; cualquiera que entre en el portal tendrá sus átomos integrados en el Gamescape mediante un complicado proceso de ósmosis mecánica cuántica.
En la prueba están presentes la Sra. Yuriko Tashoku , presidenta de la Corporación Psicone, su hija Michiko, el profesor T. Bird y el trío de héroes: Zitz, Rash y Pimple.
El portal se enciende y se revela el Gamescape: una llanura ondulada con cuatro figuras apenas visibles en la distancia. Poco a poco, las figuras se acercan y se ve como cuatro Psyko Pigs montados a caballo: los Cerdos del Apocalipsis y uno de ellos agarra a Michiko y Zitz intenta detenerlos, pero lo golpean en la cabeza, dejándolo inconsciente y llevándoselo con Michiko. 
Tras lo sucedido, en la pantalla del Gamescape aparece un mensaje pregrabado de Silas Volkmire, quien ahora esta trabajando con Dark Queen para así derrotar a los sapos. Silas se había conectado a un generador de Gamescape en algún lugar más allá del portal, con la intención de transformar el mundo entero en su propio reino, sobre el cual él y Dark Queen gobernarán. 
Con el mensaje recibido, Rash y Pimple van a Gamescape para detener a Dark Queen y Silas Volkmire y salvar a Zitz y Michiko. 
La historia es algo más complicada que los otros juegos de la saga, además de haber sido basada en un cómic introducidos en la revista Nintendo Power.

## Jugabilidad
El juego contiene 6 niveles y 2 bonus, los cuales fueron basados en algunos niveles del Battletoads de NES, con mejoras gráficas y de audio. Estos son los niveles:
- Khaos Mountains: es el primer nivel del juego, basado en Ragnarok's Canyon de Battletoads de NES. En este nivel tenemos que derrotar unos cuantos cerdos y esqueletos, además de esquivar bolas de fuego que nos tirará los volcanes. El jefe en este nivel es Rocky, un gran cerdo de roca que nos tratara de aplastar.

- Hollow Tree: después de derrotar a Rocky, los sapos tendrán que atravesar un nivel parecido a Wookie Hole de NES, aunque en vez de una cuerda, nos apoyaremos de una plataforma flotante con la que podemos golpear enemigos, pegándonos en la pared o arriba del escenario.

- Turbo Tunnel: al igual que el Turbo Tunnel de NES, los sapos manejaran las motos flotantes para atravesar una serie de obstáculos, con un orden diferente al de NES. Tus reflejos serán tu mejor aliado en este nivel.

- Karnath's Revenge: en este nivel, debemos llegar al final del nivel con ayuda de los Karnath, esquivando bolas de picos como en Karnath's Lair.

- Roller Coaster: los sapos tendrán que manejar unos monociclos mientras tratan de huir de una rata con una sierra que nos partirá en 2. Al igual que en Clinger Winger, en este nivel solo ocuparemos de las discrecionales.

- Dark Tower: el último nivel que recrea al Rat Race de Battletoads de NES. Los sapos tendrán que bajar desde la parte más alta de la torre, llegando antes que las ratas toquen un explosivo que nos matara. Dark Queen es el jefe final, que nos atacara con su bastón y se teletransportará, en vez de los ataques giratorios como en la NES.

En este juego, los golpes especiales  varia con cada sapo. Pimple usa transformaciones simples en objetos contundentes para reflejar su fuerza bruta. Rash usa transformaciones extravagantes para reflejar su actitud de alarde, concepto que aparecería de nuevo en Super Battletoads
Se puede jugar de 1 a 2 jugadores simultáneamente, aunque no se puede seleccionar un personaje, por lo que el jugador 1 controlara a Pimple, mientras que el 2 a Rash, aunque existe un truco en el que el jugador 1 use el controlador 2 para seleccionar su modo de 1 jugador y luego conecte rápidamente el control remoto del jugador 1 y desconecte el control remoto del jugador 2. El jugador inicia con 3 vidas, aunque hay un truco para que el jugador inicie con 5 vidas y 5 continúes (apretar A, B, Abajo y START a la vez después de la pantalla de Tradewest). Si aparece un parpadeo rojo después de haber hecho la acción, el truco habrá funcionado.
Hay 2 modos de 2 jugadores: uno en donde se pueden lastimar con los ataques del otro jugador y otro en donde los jugadores no se pueden hacer daño.

## Recepción
GameRankings asignó a Battletoads In Battlemaniacs un porcentaje de 78% basado en 2 reseñas. Retrospectivamente, el personal de GamesRadar clasificó la versión de SNES como el mejor juego número 30 en la plataforma, elogiándolo por tener "algunos de los mejores gráficos del sistema" y ofrecer "una experiencia increíble", afirmando: "Los jefes son enormes , la música es roquera y la actitud omnipresente de los noventa está en pleno efecto. ¿A quién le importa si es una imitación cínica de TMNT cuando se ve y se reproduce tan bien? " En 2013, Arcade Sushi lo clasificó como el cuarto mejor juego retro en el género beat 'em up.
Andy Smith de Sega Power dio la versión Master System del 72%, elogiando el juego por sus "variados tipos de acción" y "toques de humor ocasionales", pero criticando sus "gráficos mediocres", "tendencias de apuñalar botones" y su alta dificultad. La queja más común de Smith fue la falta de originalidad del juego, explicando que "Battletoads tenía matices de originalidad. Battlemaniacs sólo tiene matices". Describió el juego como "mostrando signos de envejecimiento rápido.